# カリコート郡
カリコート郡（カリコートぐん、ネパール語: कालीकोट जिल्ला、英語: Kalikot District）は、ネパールのカルナリ州に存在する郡。郡都はマンマ。人口は144,917人（2021年国勢調査）。